# Antônio Manoel de Castilho Brandão

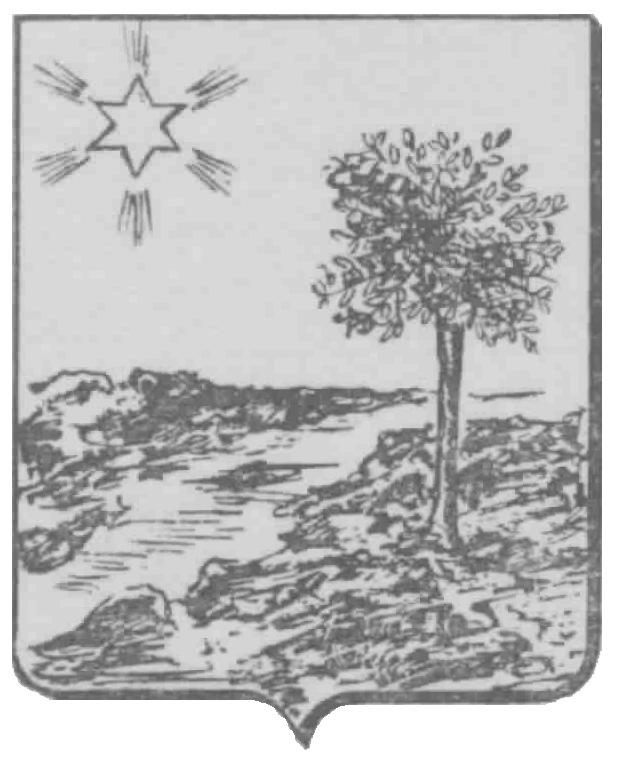
Wappen von Bischof Antônio Manoel de Castilho Brandão

Antônio Manoel de Castilho Brandão (* 14. August 1849 in Mata Grande, Alagoas, Brasilien; † 15. März 1910) war ein brasilianischer Geistlicher und römisch-katholischer Bischof von Alagoas.

## Leben
Antônio Manoel de Castilho Brandão empfing am 30. Mai 1874 durch den Bischof von Ceará, Joaquim José Vieira, das Sakrament der Priesterweihe.
Am 7. September 1894 ernannte ihn Papst Leo XIII. zum Bischof von Belém do Pará. Der Präfekt für wirtschaftliche Angelegenheiten der Kongregation für die Verbreitung des Glaubens, Vincenzo Kardinal Vannutelli, spendete ihm am 18. November desselben Jahres in der Kapelle des Päpstlichen lateinamerikanischen Kollegs „Pius“ in Rom die Bischofsweihe.
Am 22. Juni 1901 bestellte ihn Leo XIII. zum ersten Bischof von Alagoas.